# Isola di Devon
L'isola di Devon è un'isola appartenente all'Arcipelago artico canadese, nel territorio di Nunavut, Canada. È la seconda per dimensione delle isole della Regina Elisabetta, ma con i suoi 55.247 km² è anche la 27ª isola più grande del mondo, la 6ª del Canada. È la più grande isola disabitata del pianeta. 
Il punto più alto è Devon Ice Cap a 1.920 metri sul livello del mare.
Vista la latitudine estremamente settentrionale e la sua morfologia, sono presenti solo colonie di piccoli animali tra le quali mammiferi e uccelli.
Sull'isola è presente un ampio cratere d'impatto, il cratere Haughton del diametro di 23 chilometri, causato dalla caduta, 39 milioni di anni fa, di un meteorite di 2 km di diametro. 
Questo sito è stato utilizzato da cinque scienziati dalla NASA nel luglio 2004 per effettuare studi e simulazioni di un'ipotetica spedizione umana su Marte, vista la similarità delle condizioni ambientali con il Pianeta Rosso.